# Iracema do Oeste
Iracema do Oeste est une municipalité brésilienne située dans l'État du Paraná.